# Schifferberg
Der Schifferberg ist eine 14,8 m ü. NHN hohe Erhebung auf dem Fischland. Er gehört zu Ahrenshoop, einer Gemeinde im Landkreis Vorpommern-Rügen in Mecklenburg-Vorpommern (Deutschland), die wiederum zum Amt Darß/Fischland gehört.
Auf der Spitze befindet sich ein 100 Meter hoher Sendemast der Deutschen Telekom, der einen Lokalradiosender ausstrahlt. Von der Erhebung aus erschließt sich ein Blick auf den Saaler Bodden.